# Unione Sportiva Adriese 1980-1981
Questa voce raccoglie le informazioni riguardanti l'Unione Sportiva Adriese nelle competizioni ufficiali della stagione 1980-1981.

## Rosa
| N. |                   | Ruolo | Calciatore         |
| -- | ----------------- | ----- | ------------------ |
|    | Italia (bandiera) | C     | Giuseppe Augusti   |
|    | Italia (bandiera) | D     | Gianluca Azzalin   |
|    | Italia (bandiera) | C     | Gianfelice Bianco  |
|    | Italia (bandiera) | A     | Maurizio Calore    |
|    | Italia (bandiera) | C     | Maurizio Cavallaro |
|    | Italia (bandiera) |       | Cestarollo         |
|    | Italia (bandiera) | C     | Giacomo Cinquetti  |
|    | Italia (bandiera) |       | Conti              |
|    | Italia (bandiera) | C     | Dario Dotto        |
|    | Italia (bandiera) | C     | Corrado Ferro      |
|    | Italia (bandiera) |       | M. Ferro           |
|    | Italia (bandiera) | P     | Fausto Gandolfi    |
|    | Italia (bandiera) | D     | Fabio Garbin       |

| N. |                   | Ruolo | Calciatore        |
| -- | ----------------- | ----- | ----------------- |
|    | Italia (bandiera) | C     | Dario Lazzarin    |
|    | Italia (bandiera) | C     | Fabrizio Leonetti |
|    | Italia (bandiera) | C     | Adriano Marcellan |
|    | Italia (bandiera) | D     | Mauro Marchetti   |
|    | Italia (bandiera) |       | Penzo             |
|    | Italia (bandiera) | C     | Claudio Piemonte  |
|    | Italia (bandiera) | D     | Silvio Rossi      |
|    | Italia (bandiera) | C     | Nevio Scala       |
|    | Italia (bandiera) | A     | Massimo Toffano   |
|    | Italia (bandiera) | P     | Davide Trombin    |
|    | Italia (bandiera) | A     | Diego Tumiatti    |
|    | Italia (bandiera) | A     | Antonio Vettorato |
|    | Italia (bandiera) |       | Zagatti           |